# Drapetis bicaudata
Drapetis bicaudata är en tvåvingeart som beskrevs av Axel Leonard Melander 1928. Drapetis bicaudata ingår i släktet Drapetis och familjen puckeldansflugor. Inga underarter finns listade i Catalogue of Life.